# Mikoyan-Gurevich MiG-17
O Mikoyan-Gurevich MiG-17 (em russo:  Микоян и Гуревич МиГ-17) (código NATO "Fresco") foi um avião de caça desenvolvido para a União Soviética por Artem Mikoyan e Mikhail Gurevich. Entrou ao serviço em Outubro de 1952, sendo ainda hoje utilizado por algumas Forças-Aéreas, apesar de ser subsónico.
O Mig-17 é parecido com o Mig-15, como se fosse uma atualização do Mig-15.
|  |